# Henry William Frederick Saggs
Henry William Frederick Saggs (* 2. Dezember 1920 in Essex; † 31. August 2005) war ein britischer Assyriologe aus East Anglia.

## Leben
Saggs besuchte die Clacton County High School in Essex und studierte von 1939 bis 1942 Theologie am King’s College London. 1942 trat er der Luftwaffe bei. Er wurde bei einem Absturz in Invergordon verwundet.
1947 war er bei der Polizei im Britischen Mandatsgebiet Palästina tätig.
Ab 1948 studierte er Theologie am King’s College. 1949 heiratete er und hatte vier Töchter. 1953 graduierte er am SOAS in Assyriologie.

## Grabungen
- 1952 Keilschriftexperte in Max Mallowans Ausgrabungen in Nimrud, Irak. Im Anschluss (2001) gab er die Nimrud-Briefe, die Korrespondenz der assyrischen Könige Tiglath-pileser, Salmanasser V. und Sargon II. heraus.
- 1965 Keilschriftexperte in der Ausgrabung von David Oates in Tell al-Rimah.

## Lehre
- 1966–1983 Professor für semitische Sprachen am University College Cardiff.
- 1965 Universität Mossul.

## Schriften (Auswahl)
- The Greatness that was Babylon. A Sketch of the Ancient Civilization of the Tigris-Euphrates Valley. Sidgwick & Jackson, London 1962.
  - deutsch: Mesopotamien. Assyrer, Babylonier, Sumerer. Magnus,  Essen 1975
- Everyday Life in Babylonia & Assyria. Batsford u. a., London 1965.
- The Encounter with the Divine in Mesopotamia and Israel (= Jordan Lectures in Comparative Religion. 12). Athlone Press, London 1978, ISBN 0-485-17412-X.
- The Might that was Assyria. Sidgwick & Jackson u. a., London u. a. 1984, ISBN 0-283-98962-9.
- Civilization before Greece and Rome. Batsford, London 1989, ISBN 0-7134-5277-3.
- Babylonians. British Museum Press, London 1995, ISBN 0-7141-2094-4.
  - deutsch: Völker im Lande Babylon. Saggs. Mit einem Beitrag von Jürgen Bär. Theiss, Stuttgart 2005, ISBN 3-8062-1864-1.

## Mitgliedschaften
- Society of Antiquaries of London
- Royal Asiatic Society